# Паррега
Паррега (нід. Parrega) — село в нідерландській провінції Фрисландія. Входить до муніципалітету Південно-Західна Фрисландія.
Його площа становить 9,21км², а населення станом на 2021 рік складало 485 осіб.

## Галерея

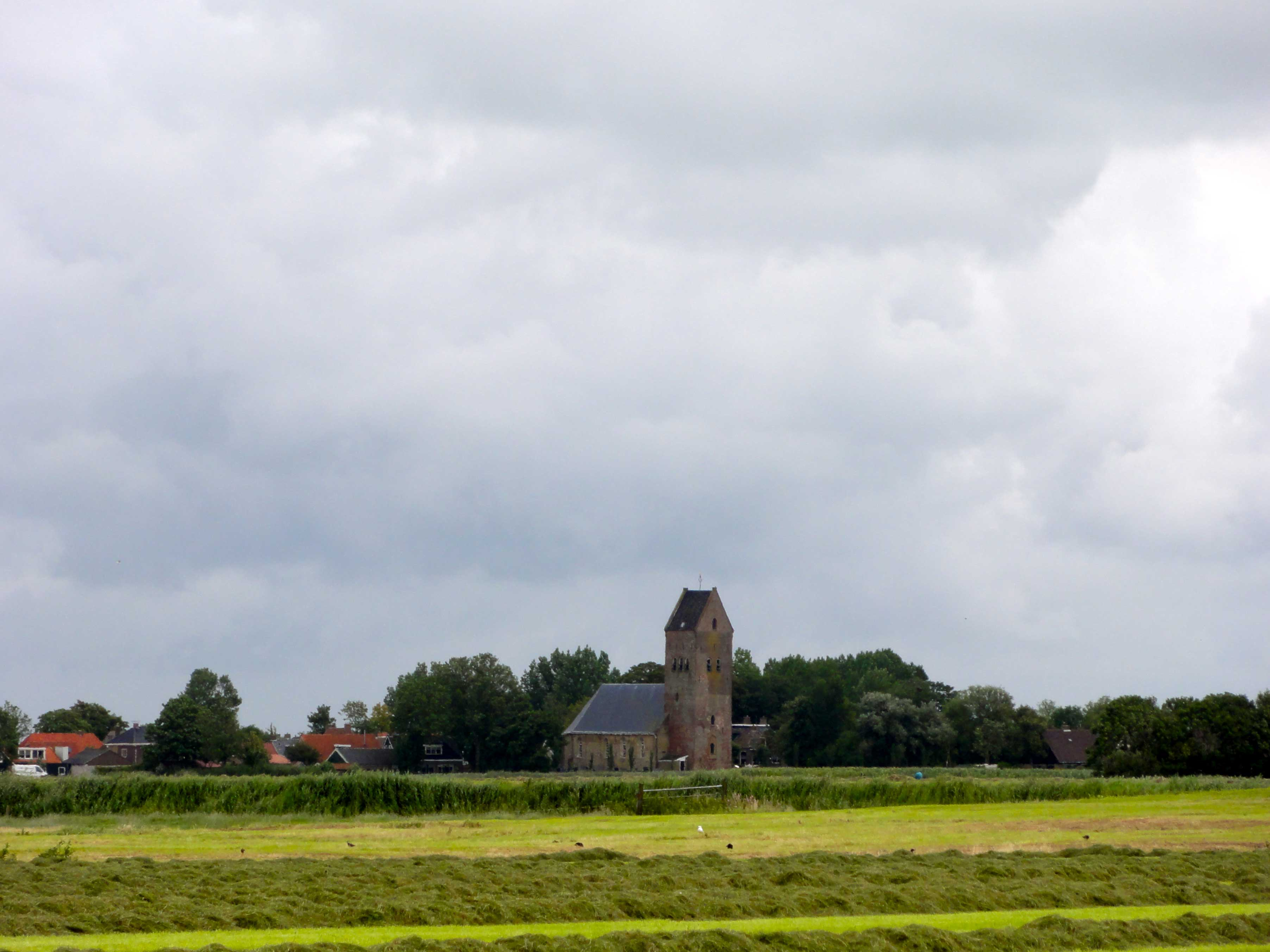
Панорама села
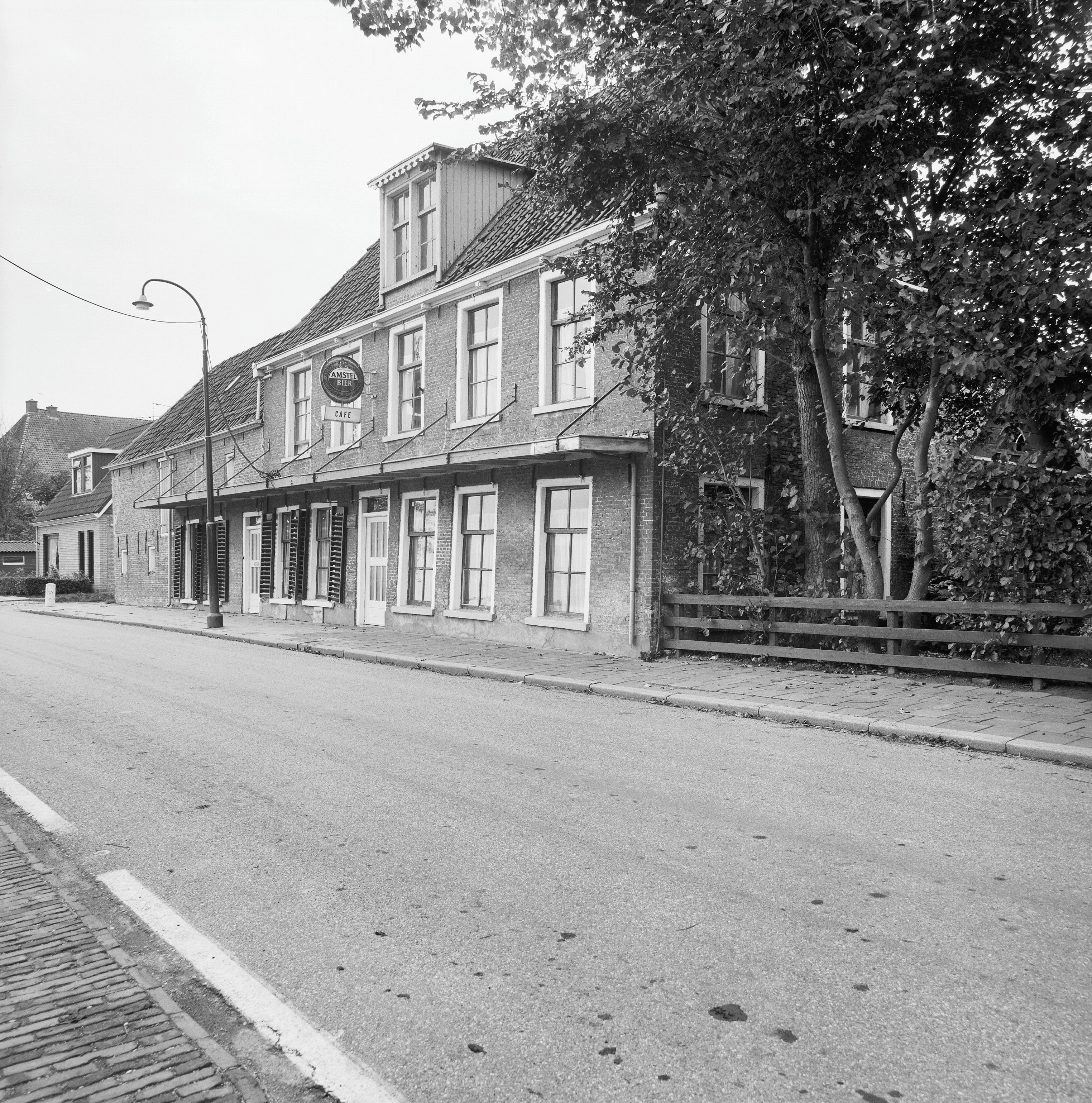
Паб у Паррезі
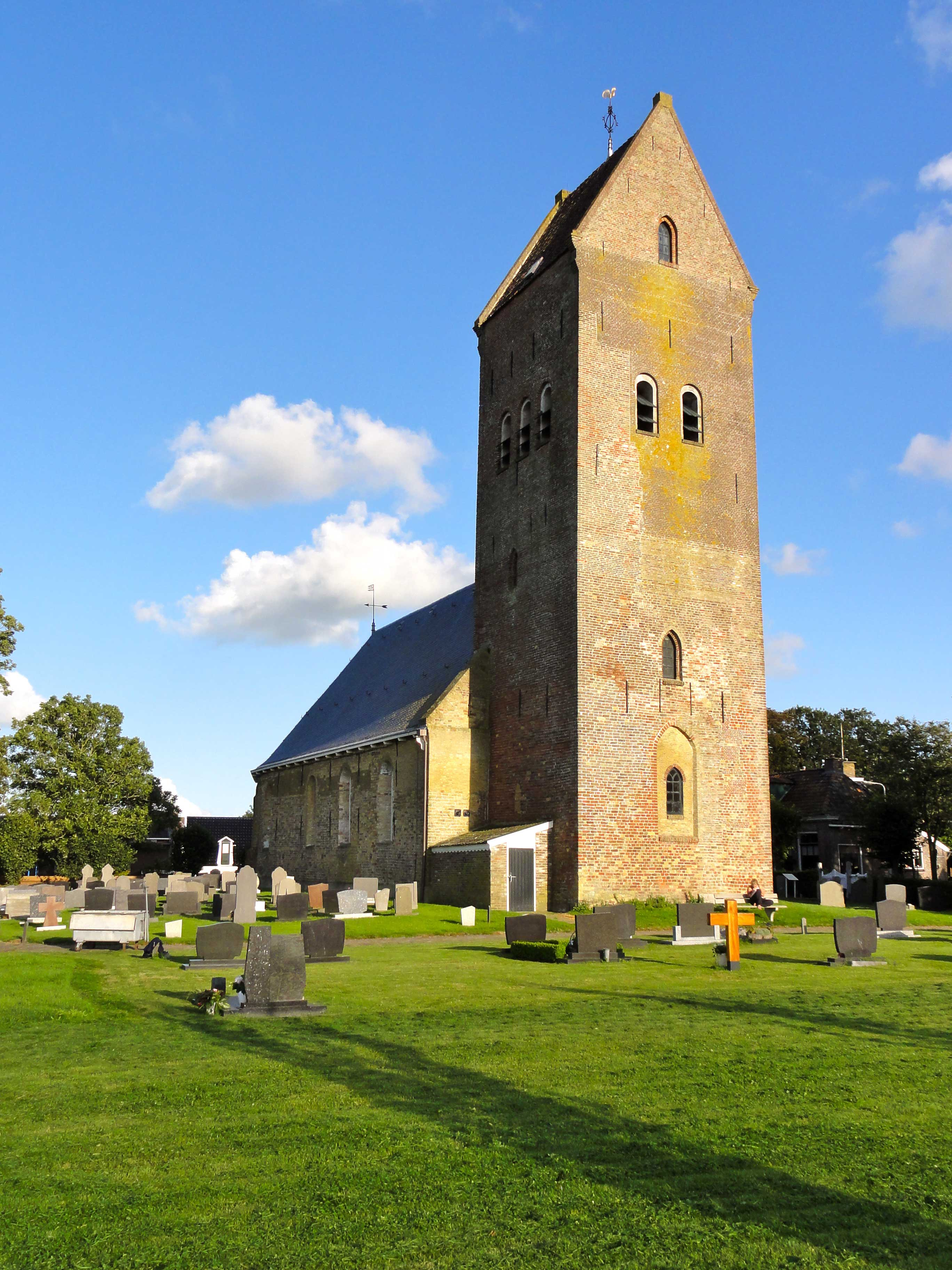
Сільська церква